# As Mulherzinhas (anime)
As Mulherzinhas, também conhecida como  Ai no Wakakusa Monogatari (愛の若草物語, "Contos de Amor da Jovem Grama") é uma série de anime de 1987 produzido pela Nippon Animation, adaptado do livro original Little Women de Louisa May Alcott.
Em Portugal foi emitido pelo canal TVI entre 1994/1995 com dobragem portuguesa. Foi baseada na dobragem italiana.
A sequência da série, As Mulherzinhas II foi lançada em 1993.

## Enredo
A série animada é livremente derivada do livro e introduz novos materiais e personagens. A série começa com a introdução da família March vivendo alegremente em Gettysburg (a cidade vizinha de York na versão Inglesa), até que um dia durante um piquenique, o Sr. March avisa os escoteiros Confederados numa margem do rio.  Como o oficial do Exército da União está de licença e com um braço quebrado, o Sr. March não hesita e deixa sua família para informar seus superiores e se preparar para a próxima batalha.  Enquanto isso, sua família sofre com a ocupação dos confederados e ainda ajuda um escravo fugitivo chamado John de ser recrutado às forças para lutar pela Confederação.
Eventualmente, o Exército da União chegam na batalha que se seguiu até a casa da família March que foi destruída e seus investimentos (e também poupanças) foram roubadas.  Sem ter outras opções, a família deixa Gettysburg em Newcord, onde esperam ser abrigadas pela tia distante do pai. Ao chegar em Newcord, eles são friamente recebidas pela velha e por David, um sobrinho egoísta que constantemente pede empréstimos e chateia a família.  Apesar da recepção, a Tia March permite que a família fique na casa até que eles possam se recuperar totalmente.
Determinada a ter um senso de normalidade e perseverar suas dificuldades, Meg encontra trabalho como Governanta, enquanto Jo alterna entre ser uma companheira para a tia March. Durante um discurso de vendas para vender uma pequena história a um jornal local, seu trabalho e seu caráter são presunçosamente criticado por Anthony, um repórter local. Virada e decidida, Jo se joga em sua escrita, em última análise ganhando o respeito de Anthony e a forma de uma relação amigável.
Com o tempo, a família March se muda para uma nova casa e os eventos começam a referenciar o enredo do romance original: O episódio 18 é baseado no Capítulo 3 e segue a primeira parte do livro. O enredo do capítulo 1 (Natal de 1863) começa no episódio 21.

## Personagens
Para mais informações sobre as personagens principais, incluindo as irmãs March, Laurie e Marmee, veja Little Women.
- Eiko Yamada como Josephine 'Jo' March
- Keiko Han como Margaret 'Meg' March
- Mayumi Shou como Elizabeth 'Beth' March
- Rei Sakuma como Amy March
- Nobuo Tobita como Theodore 'Laurie' Lawrence
- Taeko Nakanishi como Mary 'Marmee' March
- Osamu Saka como Frederic March
- Hisako Okata como Hannah, a empregada da família March
- Kazuyuki Sogabe como Anthony Boone
- Ranko Mizuki como Martha (Tia) March
- Kohei Miyauchi como James Lawrence
- Toshihiko Kojima como John Brooke (Carl Brooke em Japonês)
- Kozo Shioya como David
- Ryuji Saikachi como Henry Murdoch
- Miyoko Aoba como Annie Moffatt
- Maria Kawamura como Sallie Gardiner
- Toshihiko Seki como John, o escravo fugitivo
- Rumiko Ukai como Esther, a criada da Tia March
- Asami Mukaidono como Dorothy, a cozinheira da Tia March
- Masashi Hirose como Ben, o cocheiro da Tia March
- Fushigi Yamada como Polly, pássaro de estimação da Tia March (também chamada como Kyoko Yamada)

O escritor Akira Miyazaki introduziu várias novas personagens coadjuvantes que não tem no romance original:
- Anthony Boone é um repórter de Newcord e amigo de Jo.  Ele e Jo saem de um mau começo, quando ele critica sua escrita, mas, eventualmente, tornam-se amigos íntimos, e Anthony ajuda a sua família a encontrar uma nova casa em Newcord. Ele também incentiva Jo a continuar escrevendo e melhorar o artigo. Ele deixa Nova Iorque no segundo e último episódio, e inspira Jo a fazer o mesmo.
- Henry Murdoch (possivelmente em homenagem a Rupert Murdoch) é o proprietário e editor do The Newcord Times, e o chefe de Anthony.  Ele tem uma opinião elevada dos talentos de Jo e a tranquiliza sempre que ela fica desencorajada pelas críticas de Anthony.
- David é sobrinho da tia March, um apostador e interesseiro que nunca se dá bem e só aparece para cuidar de sua tia, porque ela lhe empresta dinheiro. Ele vive chateando a família March, e Jo em particular, ele tem medo de que ele vai perder o seu lugar como único herdeiro.
- John é um escravo fugitivo. Em um episódio inicial, a família March escondê-o em sua casa dos soldados confederados. Em um episódio mais tarde, ele retorna e consegue um emprego no jornal Newcord.
- Milky Ann é a gatinha de estimação da família March. Ela aparece pela primeira vez no episódio dois, quando Beth descobre que a gatinha abandonada está se afogando e quase congelando até a morte na chuva. Beth e suas irmãs amamentam a gatinha até ela se recuperar, e Milky Ann se torna um membro valorizado da família.
- Tia March teve vários criadores adicionais introduzidos neste anime, além de Esther a empregada, incluindo Ben o cocheiro e Dorothy a cozinheira (que apareceu em apenas um episódio). Além disso, além de seu pássaro, Polly, a Tia March tem um cão, um poodle chamado Harry.

### Nome e personagens alterados
Além da cidade de Concord sendo renomeada para "Newcord" para a versão do anime (onde se manteve na dublagem Inglesa), vários personagens também passou por mudanças de nome na série. Por exemplo, os parentes March, são chamados de Margaret e Robert no romance original, nesta série são Mary e Frederic, e o Sr. Brooke é renomeado de John para Carl em Japonês e em algumas dublagens da Europa (embora os dubladores ingleses mudou seu nome de volta para John).  Além disso, a família March viviam para ajudar, Hannah, é uma Afro-americana nesta versão, em vez de irlandesa e branca, talvez para chamar mais a atenção dos espectadores japoneses para a situação dos negros americanos no século XIX.

## Transmissão
As Mulherzinhas foram ao ar na Fuji Television dia 1 de Janeiro de 1987 até 27 de Dezembro de 1987 como parte de World Masterpiece Theater da Nippon Animation.  A série conta com a participação de vários conhecidos, a equipe do Studio Ghibli, incluindo o designer de personagem, Yoshifumi Kondo e o diretor de animação, Atsuko Otani.  O diretor principal da Nippon Animation/WMT e veterano Fumio Kurokawa com os deveres de esboços tratados por vários outros diretores, e Akira Miyazaki foi creditado com o roteiro dos 48 episódios.  Kurokawa, Otani, e o designer de personagens e diretor de animação chefe Toshiki Yamazaki tinham sido envolvidos nas séries WMT anteriores como a Princess Sarah, e a dubladora de Jo, a Eiko Yamada.
A série também foi transmitida em toda a Ásia pelo canal Animax.
Little Women foi dublado primeiramente para o Inglês pela Saban e foi transmitido em todo os Estados Unidos pela HBO em 1988 sob o título de Tales of Little Women, tornando-se um dos três únicos seriados WMT à ter sido transmitido na televisão nos Estados Unidos. Atualmente, a série vai ao ar nos Estados Unidos em Smile of a Child e nas Filipinas em DZOZ-TV. É raro para uma dublagem da Saban Entertainment, a versão dublada inglesa de Ai no Wakakusa Monogatari manteve a nota musical original japonesa de Kazuo Otani, embora os temas musicais foram substituídos por uma nova de Haim Saban e Shuki Levy, que também compôs uma música adicional para a própria série. A série ainda não foi lançada em DVD no idioma Inglês, apesar de que uma compilação de dois episódios foram lançados em VHS nos Estados Unidos em 1992 como Little Women's Christmas Story. Tem muito tempo desde que saiu de impressão.
A série também alcançou um nível elevado de popularidade na Europa e na América Latina.

## Equipe
- Trabalho original: Little Women de Louisa May Alcott
- Produtor executivo: Koichi Motohashi
- Produtores: Junzo Nakajima (Nippon Animation), Taihei Ishikawa (Fuji TV)
- Planejamento: Shoji Sato (Nippon Animation), Eiichi Kubota (Fuji TV)
- Diretor: Fumio Kurokawa
- Guião: Akira Miyazaki
- Roteiro: Yoshio Kuroda, Fumio Kurokawa, Norio Yazawa, Shinichi Tsuji, Kozo Kuzuha, Hiromi Sugimura, Shinichi Matsumi, Takeshi Yamaguchi, Eiji Okabe, Shigeo Koshi, Takao Yotsuji, Shin Namioka, Fumio Ikeno
- Desenho dos personagens: Yoshifumi Kondo, Toshiki Yamazaki
- Diretores de Animação: Toshiki Yamazaki, Takumi Koyama, Atsuko Otani
- Diretor de Arte: Masamichi Takano
- Esboço: Shohei Kawamoto
- Diretor de Fotografia: Toshiaki Morita
- Diretor de gravação: Etsuji Yamada
- Música: Kazuo Otani
- Produção: Nippon Animation, Fuji TV

## Banda sonora
Temas de abertura
1. Convite da Jovem Grama (若草の招待状, Wakakusa no Shōtaijō) de Eri Nitta (eps 01-14)
2. Algum dia, com certeza (いつかきっと!, Itsuka Kitto!) de Keiko Han, Eiko Yamada, Mayumi Shō, Rei Sakuma (eps 15-48)

Temas de encerramento
1. Pôr do sol e o Vento e a Melodia (夕陽と風とメロディ, Sekiyō to Kaze to Merodi) de Eri Nitta (eps 01-14)
2. A Canção de Ninar para o Pai (お父さまへのララバイ, Otōsama e no Rarabai) de Satoko Shimonari (eps 15-48)
3. Em Portugal, foi utilizado um tema instrumental original, sendo o mesmo na abertura e no encerramento.

## Lista dos episódios
- 1. As Mulherzinhas
- 2. Milky Anne
- 3. John, o Desertor
- 4. Começa a Batalha
- 5. A Cidade Está em Perigo
- 6. Adeus, Doce Lar
- 7. Uma Tia Sem coração
- 8. À Procura de uma Casa
- 9. A Fúria da Jo
- 10. Críticas e Elogios
- 11. Uma Mulher Endurecida
- 12. Jo e o Trovão
- 13. Uma Casa Estranha
- 14. A Chegada do Laurie
- 15. Um Vizinho Curioso
- 16. Não Fui Eu Quem Roubou o dinheiro
- 17. O Discurso do Presidente Lincoln
- 18. Debuto em Sociedade
- 19. Um Rapaz Simpático
- 20. Visita à Casa de Laurence
- 21. Os Presentes de um Dólar
- 22. Um Natal Maravilhoso
- 23. Uma Surpresa Para a Beth
- 24. Meg apaixona-se
- 25. A Obra-Prima de Jo
- 26. A Beth e o Senhor Laurence
- 27. A Amy Passa Por uma Humilhação
- 28. O QUe Estás a Fazer, Amy?
- 29. A Amy Cai ao Rio
- 30. É Difícil Pedir Desculpa
- 31. A Meg Não é uma Boneca
- 32. Uma Mulher Caprichosa
- 33. Uma Festa ao Ar Livre
- 34. A Amy tem Alucinações
- 35. A Meg apaixona-se
- 36. É Publicado o Romance da Jo
- 37. O Papá Está Doente
- 38. Más Notícias
- 39. As Cartas
- 40. A Beth Adoece
- 41. Mamã, volta Depressa Para Casa
- 42. Senhor, salva a Beth, Por Favor
- 43. Jo, Vamos Para Nova Iorqueǃ
- 44. Quem Escreveu Esta Carta?
- 45. Laurie No Meio da Tempestade
- 46. Uma Surpresa no Natal
- 47. Adeus, Anthony
- 48. Tudo Bem

## Dobragem Portuguesa
- Jo - Susana Menezes
- Meg - Raquel Rosmaninho
- Beth - Lucinda Afonso
- Amy - Lucinda Afonso
- Sra. March - Raquel Rosmaninho
- Frederic March - Jorge Paupério
- Laurie - Raúl Constante Pereira
- Anthony - Jorge Paupério
- David - Raúl Constante Pereira
- Tia Marta - Lucinda Afonso
- Sr. Lawrence - Jorge Paupério
- Direcção de Dobragem e Adaptação: Jorge Paupério
- Estúdio: Somnorte